# Sulfinamidy

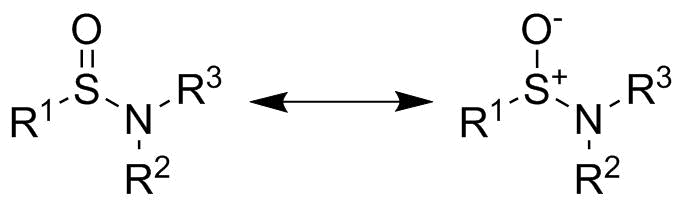
Obecný strukturní vzorec sulfinamidů se zobrazením obou rezonančních struktur

Sulfinamidy jsou organické sloučeniny s obecným vzorcem RS(O)NR'2 (R a R' jsou organické funkční skupiny). Z atomu síry v sulfinamidové skupině vychází jednoduché vazby na atomy uhlíku a dusíku a dvojná vazba na kyslík, což vytváří čtyřvazné centrum, které je v rovnováze s trojvaznou zwitteriontovou formou. Na atomu síry se nachází volný elektronový pár, díky kterému jsou tyto sloučeniny chirální. Sulfinamidy jsou amidy sulfinových kyselin (RS(O)OH).

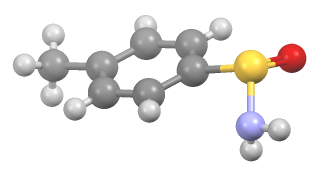
Strukturní vzorec p-tolylsulfinamidu, se zvýrazněním pyramidového tvaru S centra

 U sulfinamidů nedochází ke vzájemným přeměnám enantiomerů, a tak lze připravit čisté enantiomery. Díky tomu se používají jako chirální ekvivalenty amoniaku a jako chirální pomocníci v organické syntéze. K těmto účelům se nejčastěji používají terc-butansulfinamid, p-toluensulfinamid a 2,4,6-trimethylbenzensulfinamid.
V přírodě sulfinamidy vznikají adicí nitroxylových (HNO) sloučenin na thioly:
RSH + HNO → RS(O)NH2